# Грем'ячево (Ленінградська область)
Грем'ячево (рос. Гремячево) — присілок у Кіриському районі Ленінградської області Російської Федерації.
Населення становить 87 осіб. Належить до муніципального утворення Будогощенське міське поселення.

## Історія
Згідно із законом від 1 вересня 2004 року № 49-оз органом  місцевого самоврядування є Будогощенське міське поселення.

## Населення
| 1879 | 1907 | 1928 | 1965 | 1997 | 2002 | 2007 |
| ---- | ---- | ---- | ---- | ---- | ---- | ---- |
| 219  | ↗354 | ↗372 | ↘151 | ↘97  | ↘96  | ↘95  |
| 2010 | 2017 |      |      |      |      |      |
| ↗106 | ↘87  |      |      |      |      |      |